# Carmen Dan
Carmen Daniela Dan, née le 9 octobre 1970 à Bucarest, est une femme politique roumaine membre du Parti social-démocrate (PSD).

## Biographie
Elle est sénatrice depuis décembre 2016 et ministre des Affaires intérieures à partir de janvier 2017. Le 15 juillet 2019, elle remet sa démission.